# Vincent Pinto
Pas d'image ? Cliquez ici

a Compétitions nationales et continentales officielles uniquement.

b Matchs officiels uniquement.
Dernière mise à jour le 24 mars 2025.
Vincent Pinto, né le 10 avril 1999 à Adé, est un joueur international portugais de rugby à XV qui évolue au poste d'ailier.

## Biographie

### Carrière en club
Originaire d'Adé, Vincent Pinto a fait ses premières armes dans les écoles de rugby du Pays de Lourdes (Valmont XV).
Par la suite, il rejoint le centre de formation de la Section paloise.
Il commence sa carrière en professionnel lors de la saison 2018-2019. Il vit sa première titularisation en Top 14 lors de la 18e journée et le match face au SU Agen. Durant cette saison, il joue trois matchs de championnat et marque 1 essai et 3 matchs de Challenge européen où il marque un essai. Il joue l'essentiel de la saison avec l'équipe espoir de la Section paloise. Il est élu homme du match lors de la victoire paloise face aux Ospreys (26-21) en Challenge européen , et prolonge son contrat jusqu'en 2021. En septembre 2020, il prolonge à nouveau avec Pau jusqu'en 2023.
En fin de contrat avec Pau en juin 2023, il s'engage avec Colomiers Rugby pour trois saisons à partir de la saison 2023-2024, jusqu'en juin 2026. Pour sa dernière saison dans le Béarn, il dispute seulement 2 matchs de Top 14 et 2 matchs de Challenge européen.
Vincent Pinto manque le démarrage de la saison 2023-2024 avec son nouveau club car il prépare la Coupe du monde avec sa sélection nationale. Il dispute son premier match avec son nouveau club le 13 octobre 2023 en tant que titulaire lors de la défaite 22 à 26 face à l'AS Béziers,. Il inscrit son premier essai avec Colomiers le 19 octobre 2023 face à Soyaux Angoulême XV Charente. Jusqu'au 23 février 2024, soit la 21e journée de Pro D2, il a disputé tous les matchs avec son club soit quinze matchs consécutifs dont treize en tant que titulaire. Pour sa première saison avec Colomiers, il a joué 20 matchs, dont 18 en tant que titulaire, et inscrit 5 essais.
Fin octobre 2024, il se blesse face au SU Agen après 5 matchs disputés en début de saison 2024-2025. Il fait son retour à la compétition le 5 décembre 2024 en tant que remplaçant face à Provence rugby et en entrant en jeu à la 60e minute à la place de Joaquin de la Vega.

### Carrière en équipe nationale
Avec la sélection française des moins de 18 ans, Pinto dispute le championnat d'Europe en 2017, avec laquelle il remporte le titre de champion au terme de la finale remportée contre la Géorgie au stade de Penvillers de Quimper,.
Vincent Pinto a évolué dans les équipes de France jeunes des moins de 18 et moins de 20 ans.
Vincent Pinto est champion du monde avec les moins de 20 ans en 2019, titulaire à l'aile pendant le mondial, notamment pour la finale contre l'Australie.
En 2022, il change de nationalité sportive au profit du Portugal, pays de ses parents, et fête sa première cape internationale le 5 février 2022 contre la Géorgie à Tbilissi.
Lors du Championnat international d'Europe de rugby à XV 2022-2023, il dispute tous les matchs, inscrivant 4 essais face à l'équipe de Pologne, mais il s'incline en finale face à l'équipe de Géorgie.
En novembre 2022, il participe au repêchage des qualifications pour la Coupe du monde de rugby à XV 2023 face à Hong Kong, le Kenya et les Etats-Unis où il joue les trois matches et participe à la qualifications de sa sélection pour la Coupe du monde 2023.
En juin 2023, il est pré-sélectionné avec le Portugal pour préparer la Coupe du monde 2023. Fin août 2023, il est définitivement sélectionné pour la Coupe du monde par Patrice Lagisquet. Lors du premier match des portugais face au pays de Galles, il reçoit un carton rouge en fin de match pour un coup de pied involontaire dans le visage d'un gallois. Il fait son retour, en tant que remplaçant, lors du dernier match de poule et la victoire historique des portugais face au Fidji (24 à 23).
En février 2025, il participe au premier match du Rugby Europe Championship 2025 face à la Belgique en tant que titulaire et inscrit un essai.

## Palmarès

### En club
- Finaliste du Championnat de France espoirs en 2018 avec la Section paloise.

### En équipe nationale
- Vainqueur du Championnat du monde junior en 2019.

- Finaliste du Championnat d'Europe 2022-2023.